# L'Incomprise
Pour plus de détails, voir Fiche technique et Distribution.
L'Incomprise (Incompresa) est un film dramatique franco-italien réalisé par Asia Argento et sorti en 2014.
Le film a été sélectionné pour concourir dans la section Un certain regard au Festival de Cannes 2014.

## Synopsis
La scène se déroule à Rome en 1984. Aria, une petite de neuf ans fille de parents célèbres, violents et toxicomanes est considérée comme le mouton noir de la famille.
Elle commence à se rebeller, fume, ne va plus à l'école et flirte avec les garçons.  Ses parents, lassés de son comportement, décident de l'envoyer en pension. Mais Aria se rebelle et se jette par la fenêtre pour se suicider.
À l'hôpital, la jeune fille voyant toute sa famille inquiète à son chevet se rend compte que, bien qu'incomprise, ses parents l'aiment.

## Fiche technique
Sauf indication contraire, les informations mentionnées dans cette section peuvent être confirmées par la base de données cinématographiques Unifrance,  présente dans la section « Liens externes ».
- Titre original : Incompresa
- Titre français : L'Incomprise
- Réalisatrice : Asia Argento
- Assistante réalisatrice : Simonetta Valentini
- Scénaristes : Asia Argento, Barbara Alberti
- Photographie : Nicolas Pecorini
- Son : Tullio Morganti
- Musique : Filippo Barbieri
- Décors : Eugenia Di Napoli
- Costumes : Nicoletta Ercole
- Producteurs : Guido De Laurentiis, Éric Heumann
- Sociétés de production : Paradis Films, Orange Studio, SofiTVciné 1
- Sociétés de distribution : Wildside, Paradis Films, Other Angle Pictures, Orange Studio,
- Format : couleur - 1,66:1 - Dolby Srd - 35 mm
- Pays de production :  Italie -  France
- Langue de tournage : italien
- Durée : 103 minutes
- Genre : drame
- Dates de sortie :
  -  Italie : 5 juin 2014
  -  France : 26 novembre 2014

## Distribution
- Charlotte Gainsbourg : la mère
- Gabriel Garko : le père
- Gianmarco Tognazzi : Dodo
- Giulia Salerno : Aria
- Anna Lou Castoldi : Donatina
- Max Gazzè : Manuel Ginori
- Alice Pea : Angelica
- Carolina Poccioni : Lucrezia
- The Penelopes : The Penelopes (groupe musical)
- Olimpia Carlisi : grand-mère